# ربکا آنگوس
ربکا آنگوس (انگلیسی: Rebecca Angus؛ زادهٔ ۲ دسامبر ۱۹۸۵) بازیکن فوتبال اهل بریتانیا است.
وی همچنین در تیم ملی فوتبال England U23 بازی کرده‌است.